# Help Is on the Way
"Help Is on the Way" é uma canção escrita por Rise Against e Tim McIlrath, lançada pela banda norte-americana Rise Against.
É o primeiro single do sexto álbum de estúdio Endgame.

## História
De acordo com a estação de rádio californiana KROQ-FM, a canção foi inspirada devido à enorme destruição causada em Nova Orleães pelo Furacão Katrina e depois pelo derrame de petróleo da BP, que o vocalista Tim tinha testemunhado.

## Desempenho nas paradas musicais
| Parada musical (2011)              | Posição |
| ---------------------------------- | ------- |
| Estados Unidos - Hot 100           | 89      |
| Estados Unidos - Rock Songs        | 2       |
| Estados Unidos - Alternative Songs | 2       |
| Estados Unidos - Heatseekers Songs | 9       |
| Reino Unido - UK Rock Chart        | 19      |
| Canadá - Canadian Hot 100          | 45      |